# スティーブン・ファイフ
スティーブン・ジョセフ・ファイフ（Stephen Joseph Fife，1986年10月4日 - ）は、アメリカ合衆国アイダホ州ボイシ出身の元プロ野球選手（投手）。右投右打。

## 経歴

### プロ入りとレッドソックス傘下時代
2008年のMLBドラフト3巡目（全体85位）でボストン・レッドソックスから指名され、6月10日に契約。契約後、傘下のA-級ローウェル・スピナーズでプロデビュー。14試合に登板して1勝1敗2セーブ・防御率2.33・41奪三振の成績を残した。
2009年はまずA級グリーンビル・ドライブでプレーし、8試合に先発登板して0勝3敗・防御率2.70・35奪三振の成績を残した。7月からA+級セイラム・レッドソックスでプレー。10試合に先発登板して3勝2敗・防御率4.44・51奪三振の成績を残した。
2010年はAA級ポートランド・シードッグスでプレーし、26試合に先発登板して8勝6敗・防御率4.75・82奪三振の成績を残した。
2011年もAA級ポートランドでプレーし、19試合（先発18試合）に登板して11勝4敗・防御率3.66・70奪三振の成績を残した。

### ドジャース時代
2011年7月31日にレッドソックス、シアトル・マリナーズ、ロサンゼルス・ドジャース間の三角トレードで、ドジャースへ移籍した。移籍後は傘下のAA級チャタヌーガ・ルックアウツでプレーし、6試合に先発登板して3勝0敗・防御率4.01・25奪三振の成績を残した。オフの11月18日に40人枠入りを果たした。
2012年はAAA級アルバカーキ・アイソトープスで25試合（先発24試合）に登板して11勝7敗・防御率4.66・93奪三振の成績を残した。7月17日にメジャー昇格し、同日のフィラデルフィア・フィリーズ戦で先発起用されメジャーデビュー。6回を投げ4安打1失点3四球1奪三振だった。この年メジャーでは5試合に先発登板して0勝2敗・防御率2.70・20奪三振の成績を残した。
2013年は開幕をAAA級アルバカーキで迎えた。4月21日にチャド・ビリングズリーが故障者リスト入りしたことに伴い、メジャー昇格した。6月3日のサンディエゴ・パドレス戦で5.1回を投げ1失点に抑え、メジャー初勝利を挙げた。この年は12試合（先発10試合）に登板して4勝4敗・防御率3.86・45奪三振の成績を残した。
2014年3月5日にAAA級アルバカーキへ降格した。5月4日に昇格し、同日のマイアミ・マーリンズ戦で先発して6回を4失点、勝敗は付かなかった。この年ドジャースでの登板はこの1試合のみで、防御率6.00だった。8月13日にトミー・ジョン手術を受けた。オフの11月8日にFAとなった。

### カブス傘下時代
2015年は所属球団なく、オフにベネズエラのウィンターリーグに参加し実戦復帰。
2015年12月12日にシカゴ・カブスとマイナー契約を結び、2016年のスプリングトレーニングに招待選手として参加することになった。
2016年は傘下のルーキー級アリゾナリーグ・カブスとAAA級アイオワ・カブスでプレーし、2球団合計で10試合に先発登板して0勝2敗・防御率4.58・30奪三振の成績を残した。オフの11月7日にFAとなった。

### マーリンズ傘下時代
2016年12月9日にマーリンズとマイナー契約を結び、2017年のスプリングトレーニングに招待選手として参加することになった。

### 西武時代
2017年6月17日に埼玉西武ライオンズと契約合意したことが発表された。背番号は「69」。6月20日に公示され、7月6日の日本ハム戦で先発としてNPB初登板を果たすも4回途中4失点と崩れた。7月13日のロッテ戦で5回2失点でNPB初勝利を果たす。しかし、それ以降は制球の乱れで失点を重ねるパターンが多く、8月20日の日本ハム戦で5回途中4失点と降板したのを最後に翌日に抹消され、以後1軍で投げる事な買った。10月18日に球団は契約を解除し、ウエーバー公示の手続きを取ったと発表した。10月25日に自由契約選手として公示された。

### 西武退団後
2018年2月8日にクリーブランド・インディアンスとマイナー契約を結び、スプリングトレーニングに招待選手として参加することになった。開幕後はAAA級コロンバス・クリッパーズに配属された。20試合（先発17試合）に登板して5勝7敗・防御率6.80・56奪三振の成績を残した。オフの11月2日にFAとなった。この年限りで現役引退。
引退後は故郷のアイダホ州で不動産関係の仕事をしている。

## 選手としての特徴
主に先発として起用され、オーバースローから最速151km/h、平均143.6km/hのフォーシーム、平均124.9km/hのカーブ、平均135.7km/hのチェンジアップの3球種を主体とする本格派投手で、その他に平均133.5km/hのスライダー、平均143.7km/hのツーシームなどを持ち球とする。

## 詳細情報

### 年度別投手成績
| 年 度    | 球 団    | 登 板 | 先 発 | 完 投 | 完 封 | 無 四 球 | 勝 利 | 敗 戦 | セ 丨 ブ | ホ 丨 ル ド | 勝 率 | 打 者 | 投 球 回 | 被 安 打 | 被 本 塁 打 | 与 四 球 | 敬 遠 | 与 死 球 | 奪 三 振 | 暴 投 | ボ 丨 ク | 失 点 | 自 責 点 | 防 御 率 | W H I P |
| -------- | -------- | ----- | ----- | ----- | ----- | -------- | ----- | ----- | -------- | ----------- | ----- | ----- | -------- | -------- | ----------- | -------- | ----- | -------- | -------- | ----- | -------- | ----- | -------- | -------- | ------- |
| 2012     | LAD      | 5     | 5     | 0     | 0     | 0        | 0     | 2     | 0        | 0           | .000  | 115   | 26.2     | 25       | 2           | 12       | 0     | 2        | 20       | 4     | 0        | 8     | 8        | 2.70     | 1.39    |
| 2013     | LAD      | 12    | 10    | 0     | 0     | 0        | 4     | 4     | 0        | 0           | .500  | 258   | 58.1     | 69       | 7           | 20       | 2     | 5        | 45       | 6     | 0        | 29    | 25       | 3.86     | 1.53    |
| 2014     | LAD      | 1     | 1     | 0     | 0     | 0        | 0     | 0     | 0        | 0           | .---  | 27    | 6.0      | 7        | 4           | 2        | 0     | 1        | 5        | 0     | 0        | 4     | 4        | 6.00     | 1.33    |
| 2017     | 西武     | 5     | 5     | 0     | 0     | 0        | 1     | 1     | 0        | 0           | .500  | 108   | 21.0     | 32       | 2           | 13       | 0     | 2        | 11       | 0     | 0        | 17    | 16       | 6.86     | 2.14    |
| MLB：3年 | MLB：3年 | 18    | 16    | 0     | 0     | 0        | 4     | 6     | 0        | 0           | .400  | 400   | 91.0     | 101      | 13          | 34       | 2     | 8        | 70       | 10    | 0        | 41    | 37       | 3.66     | 1.47    |
| NPB：1年 | NPB：1年 | 5     | 5     | 0     | 0     | 0        | 1     | 1     | 0        | 0           | .500  | 108   | 21.0     | 32       | 2           | 13       | 0     | 2        | 11       | 0     | 0        | 17    | 16       | 6.86     | 2.14    |

### 記録
NPB
- 初登板・初先発登板：2017年7月6日、対北海道日本ハムファイターズ13回戦（札幌ドーム）、3回1/3を4失点（自責点3）で勝敗つかず
- 初奪三振：同上、2回裏にヤディル・ドレイクから空振り三振
- 初勝利・初先発勝利：2017年7月12日、対千葉ロッテマリーンズ13回戦（メットライフドーム）、5回2失点[10]

### 背番号
- 56 （2012年）
- 59 （2012年 - 2014年）
- 69 （2017年）